# Lesekasten

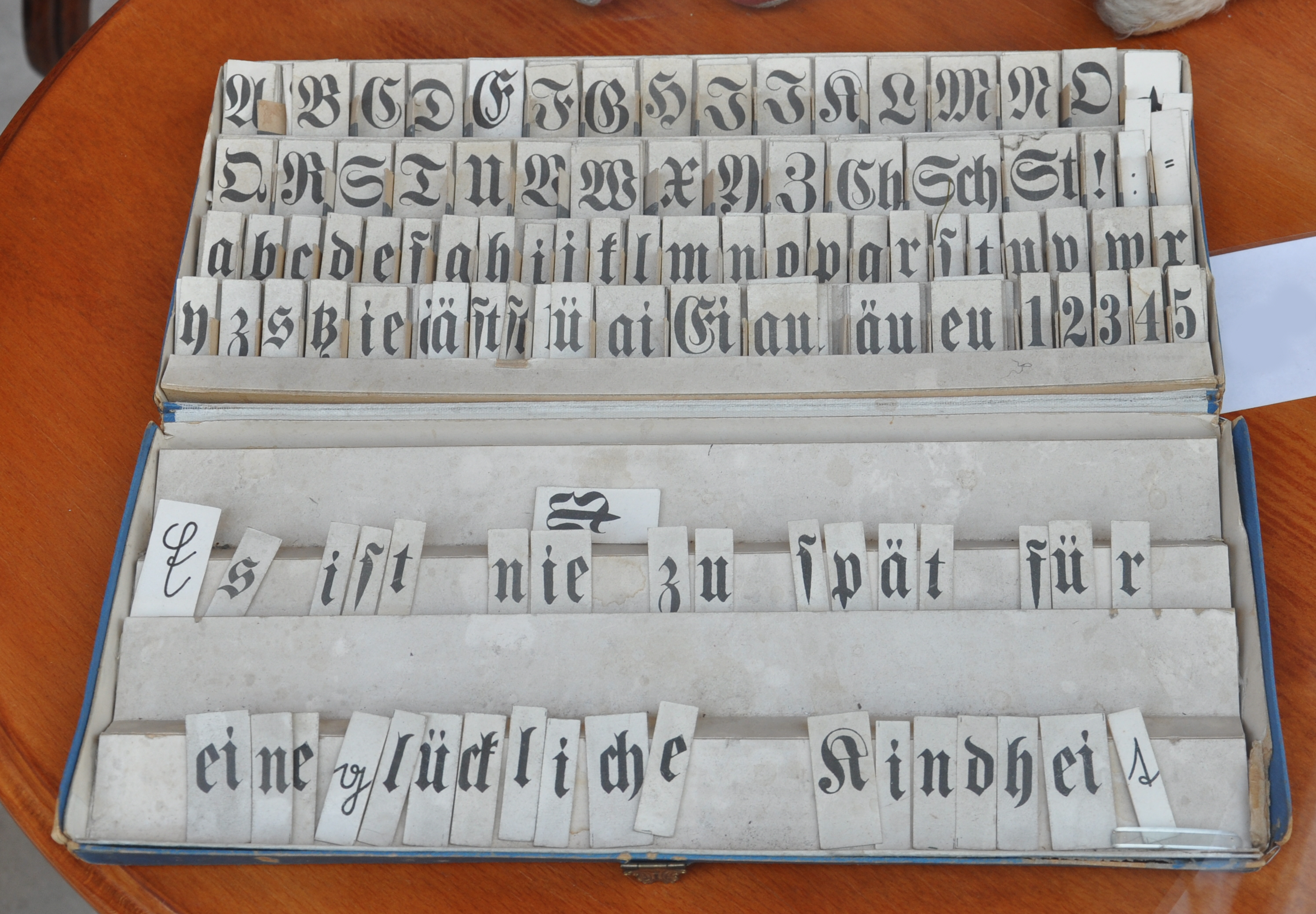
Historischer Lesekasten (19. Jh. oder Anfang 20. Jh.)

Der Lesekasten wurde im 18. Jahrhundert vom Reformpädagogen und ehemaligen Kaufmann Johann Peter Hundeiker  erfunden und mit großem Erfolg eingesetzt. Bald schon wurde dieses neuartige didaktische Instrument auch von Johann Bernhard Basedow in dessen Philanthropinum Dessau eingeführt.
Auch in der Montessoripädagogik wird der Lesekasten heute noch verwendet. Ein weiterer Einsatzbereich ist die Alphabetisierung Erwachsener.

## Anwendung
Der Lehrer gibt ein möglichst lautgetreu schreibbares Wort an der Tafel oder am Demonstrationslesekasten vor. Die Schüler sprechen dieses langsam nach und versuchen dann, dieses mit den Buchstabenkarten ihres Lesekastens nachzuschreiben. Anschließend vergleichen sie ihr Werk mit dem vorgegebenen. Fehler können dabei schon beim Vorlesen des eigenen Wortes akustisch erkannt werden.